# Gårdvattnet
Gårdvattnet är en sjö i Strömsunds kommun i Ångermanland och ingår i Ångermanälvens huvudavrinningsområde. Sjön har en area på 0,637 kvadratkilometer och ligger 235,9 meter över havet. Sjön avvattnas av vattendraget Tannån.

## Delavrinningsområde
Gårdvattnet ingår i det delavrinningsområde (709554-153448) som SMHI kallar för Utloppet av Gårdvattnet. Medelhöjden är 255 meter över havet och ytan är 5,47 kvadratkilometer. Räknas de 15 avrinningsområdena uppströms in blir den ackumulerade arean 135,15 kvadratkilometer. Tannån som avvattnar avrinningsområdet har biflödesordning 4, vilket innebär att vattnet flödar genom totalt 4 vattendrag innan det når havet efter 178 kilometer. Avrinningsområdet består mestadels av skog (50 procent). Avrinningsområdet har 0,83 kvadratkilometer vattenytor vilket ger det en sjöprocent på 15,1 procent.